# Tumpakpelem
Tumpakpelem is een bestuurslaag in het regentschap Ponorogo van de provincie Oost-Java, Indonesië. Tumpakpelem telt 2997 inwoners (volkstelling 2010).